# ینس فیلبریش
ینس فیلبریش (آلمانی: Jens Filbrich; ۱۳ مارس ۱۹۷۹) اسکی‌باز صحرانوردی اهل آلمان است.